# Sławomir Owczarek
Sławomir Paweł Owczarek (ur. 6 grudnia 1963 w Wieluniu) – generał broni Wojska Polskiego; dowódca 5 Pułku Artylerii w latach 2007–2013; I Zastępca Dowódcy Generalnego Rodzajów Sił Zbrojnych od 2024. 

## Przebieg służby wojskowej
Sławomir Owczarek ukończył Wyższą Szkołę Oficerską Wojsk Rakietowych i Artylerii w Toruniu i mianowany został na pierwszy stopień oficerski podporucznika. W 1987 rozpoczął zawodową służbę w 20 pułku przeciwpancernym w Pleszewie, gdzie objął stanowisko dowódcy plutonu. W roku 1990 wyznaczony na dowódcę baterii. W 1993 został skierowany na studia w Akademii Obrony Narodowej. W 1995 po ukończeniu studiów został skierowany do Wrocławia, gdzie rozpoczął służbę na stanowisku starszego oficera w szefostwie Wojsk Rakietowych i Artylerii Śląskiego Okręgu Wojskowego. W 2001 wyznaczony został na stanowisko dowódcy dywizjonu w 23 Brygadzie Artylerii w Bolesławcu. W latach 2002–2003 pełnił służbę na stanowisku szefa wydziału w PKW Syria w misji pokojowej UNDOF na Wzgórzach Golan. 1 listopada 2005 został wyznaczony na stanowisko szefa sztabu 23 BA. 
W 2006 rozpoczął podyplomowe studia operacyjno – strategiczne w Akademii Obrony Narodowej, po ukończeniu których objął funkcję dowódcy 5 Pułku Artylerii w Sulechowie. W 2007 został mianowany na stopień pułkownika. W latach 2010–2011 uczestniczył w realizacji zadań w ramach VIII zmiany PKW w Afganistanie na stanowisku zastępcy dowódcy kontyngentu po których do roku 2013 dowodził 5 pułkiem artylerii. W tym samym roku został skierowany na podyplomowe studia polityki obronnej w AON. W 2014 objął obowiązki szefa oddziału szkolenia – zastępcy szefa zarządu Wojsk Rakietowych i Artylerii Inspektoratu Wojsk Lądowych Dowództwa Generalnego Rodzajów Sił Zbrojnych. 
Od 1 grudnia 2015 sprawował służbę na stanowisku szefa zarządu Wojsk Rakietowych i Artylerii IWL DG RSZ. 29 listopada 2016 postanowieniem prezydenta Rzeczypospolitej Polskiej z dnia 21 listopada 2016 nominowany był na stopień generała brygady. Akt mianowania odebrał z rąk prezydenta Rzeczypospolitej Polskiej Andrzeja Dudy. 3 lipca 2017 decyzją Ministra Obrony Narodowej wyznaczony został na stanowisko Inspektora Rodzajów Wojsk DG RSZ. 1 marca 2020 awansowany na stopień generała dywizji. Akt mianowania został mu wręczony przez prezydenta RP Andrzeja Dudy w trakcie obchodów Narodowego Dnia Pamięci „Żołnierzy Wyklętych”. Absolwent studiów podyplomowych w Collegium Humanum, której działalność od 2020 stała się przedmiotem kontrowersji dotyczących kończenia na uczelni w szybkim tempie podyplomowych studiów MBA. 1 lipca 2024 decyzją Wicepremiera, Ministra Obrony Narodowej został wyznaczony na stanowisko I Zastępcy Dowódcy Generalnego Rodzajów Sił Zbrojnych.

## Awanse
- podporucznik – 1993[2]

(...)
- pułkownik – 2007[13]
- generał brygady – 29 listopada 2016[14]
- generał dywizji – 1 marca 2020[15]
- generał broni – 2 maja 2025[16]

## Ordery, odznaczenia i wyróżnienia
- Złoty Krzyż Zasługi – 2021[17]
- Brązowy Krzyż Zasługi[18]
- Wojskowy Krzyż Zasługi – 2018[19]
- Srebrny Medal za Długoletnią Służbę[18]
- Gwiazda Afganistanu[18]
- Złoty Medal „Za zasługi dla obronności kraju”[18]
- Srebrny Medal „Za zasługi dla obronności kraju”[18]
- Brązowy Medal „Za zasługi dla obronności kraju”[18]
- Srebrny Medal „Siły Zbrojne w Służbie Ojczyzny”[18]
- Brązowy Medal „Siły Zbrojne w Służbie Ojczyzny”[18]
- Odznaka Honorowa Wojsk Lądowych – 2013
- Buzdygan Honorowy – 2016 (ex officio)[20]
- Odznaka pamiątkowa DG RSZ
- Odznaka pamiątkowa 23 Brygady Artylerii – 2005
- Odznaka pamiątkowa 5 pułku artylerii – 2006 (ex officio)
- medal marszałka województwa kujawsko-pomorskiego „Unitas Durat Palatinatus Cuiaviano-Pomeraniensis” – 2018[21]
- Komandoria Krzyża „W Służbie Bogu i Ojczyźnie” – 2025[22]
- Medal „W służbie Bogu i Ojczyźnie” – 2019[23]
- Medal „Milito Pro Christo” – 2019[24][25]
- Honorowe obywatelstwo gminy Sulechów – 2013[26][27]

i inne